# Philip Henry Mitchiner
Philip Henry Mitchiner, britanski general, * 1888, † 1952.